# LA do Vegas
LA do Vegas (ang. LA to Vegas) – amerykański serial telewizyjny (komedia) wyprodukowany przez Briskets Big Yellow House, Gary Sanchez Productions, Steven Levitan Productions oraz 20th Century Fox Television, który twórcą jest Lon Zimmet. Serial był emitowany od 2 stycznia 2018 roku do 1 maja 2018 roku przez FOX. Natomiast w Polsce serial był emitowany od 3 lutego 2018 roku do 12 maja 2018 roku na Fox Comedy.
W maju 2018 roku, stacja FOX ogłosiła anulowanie serialu po jednym sezonie.
Serial opowiada o załodze pasażerskiej samolotu, która w weekendy lata z Burbank do Las Vegas.

## Obsada

### Główna
- Kim Matula jako  Ronnie Messing[4]
- Ed Weeks jako  Colin[5]
- Nathan Lee Graham jako  Bernard
- Shawn Kavanaugh jako  Paul
- Olivia Macklin jako Nichole[6]
- Peter Stormare jako Artem
- Dylan McDermott jako kapitan Dave Pratman[7]

## Gościnne występy
- Dermot Mulroney jako kapitan Steve[8]
- Josh Duhamel jako kapitan Kyle
- Don Johnson jako Jack Silver

## Odcinki
| Sezon | Odcinki | Oryginalna emisja w FOX | Oryginalna emisja w FOX | Oryginalna emisja w Fox Comedy | Oryginalna emisja w Fox Comedy | Oryginalna emisja w Fox Comedy |
| Sezon | Odcinki | Premiera sezonu         | Finał sezonu            | Premiera sezonu                | Finał sezonu                   |                                |
| ----- | ------- | ----------------------- | ----------------------- | ------------------------------ | ------------------------------ | ------------------------------ |
| 1     | 15      | 2 stycznia 2018         | 1 maja 2018             | 3 lutego 2018                  | 12 maja 2018                   |                                |

### Sezon 1 (2018)
| Nr | Tytuł                                                                          | Reżyseria            | Scenariusz                           | Premiera w FOX   | Premiera w Fox Comedy |
| --- | ------------------------------------------------------------------------------ | -------------------- | ------------------------------------ | ---------------- | --------------------- |
| 1 | 'Weekend w Vegas' Pilot                                                        | Steven Levitan       | Lon Zimmet                           | 2 stycznia 2018  | 3 lutego 2018         |
| Stewardesa Ronnie obsługuje połączenie z Los Angeles do Vegas. Pilotem linii jest ekscentryczny mężczyzna w średnim wieku o imieniu Dave, zaś drugim stewardem czarnoskóry gej o imieniu Bernard. Pasażerami linii są między innymi hazardzista Artem, profesor ekonomii Colin czy striptizerka latająca do Vegas na weekendowe występy. |                                                                                |                      |                                      |                  |                       |
| 2 | 'Spadek formy i umarlak' The Yips and the Dead                                 | Steven Levitan       | Lon Zimmet                           | 9 stycznia 2018  | 10 lutego 2018        |
| Na pokładzie samolotu dochodzi do zgonu pasażera. Załoga stara się ukryć ten fakt. Kapitan Dave ma problem z prowadzeniem maszyny. |                                                                                |                      |                                      |                  |                       |
| 3 | 'Dwa i pół pilota' Two and a Half Pilots                                       | Beth McCarthy-Miller | Lon Zimmet                           | 16 stycznia 2018 | 10 lutego 2018        |
| Z powodu kontuzji nadgarstka kapitan Dave nie może latać na trasie. Zastępuje go jego odwieczny rywal kapitan Steve. Dave postanawia latać na linii jako pasażer, po to by mieć Steve'a na oku. Colin próbuje zorganizować w Las Vegas imprezę urodzinową dla swojego syna, pomaga mu w tym Artem i Nichole. |                                                                                |                      |                                      |                  |                       |
| 4 | 'Romans' The Affair                                                            | Linda Mendoza        | Alison Bennett                       | 23 stycznia 2018 | 17 lutego 2018        |
| Linie lotnicze Jackpot wprowadzają drobne opłaty za wszystkie usługi na pokładzie samolotu, nawet za korzystanie z toalety. Ronnie zauważa, iż stały pasażer o imieniu Dean leci z młodą kobietą zamiast ze swoją żoną. Stewardesa zwraca mu uwagę, co przynosi nieoczekiwane konsekwencje. Kapitan Dave flirtuje przez radio z dyspozytorką lotów o imieniu Gwen. |                                                                                |                      |                                      |                  |                       |
| 5 | 'Drużyna Niedźwiedzia' The Fellowship of the Bear                              | Don Scardino         | Mathew Harawitz                      | 6 lutego 2018    | 24 lutego 2018        |
| Kapitan Dave obraża ekipę sprzątającą jego samolot. W ramach zemsty ekipa zostawia po sobie odór, który uniemożliwia lot. Bernard próbuje pozbyć się zapachu, a w tym czasie uziemieni pasażerowie spędzają czas na lotnisku. Ronnie pomaga Colinowi odnaleźć misia jego syna, podczas gdy Artem uczy Nichole grać w pokera. Kiedy kobieta zaczyna go ogrywać, mężczyzna zaczyna żałować swojej decyzji. |                                                                                |                      |                                      |                  |                       |
| 6 | '#Walkapilotów' #PilotFight                                                    | Eva Longoria         | Ian Brennan                          | 27 lutego 2018   | 3 marca 2018          |
| Ronnie cierpi na ostry ból zęba, ale rezygnuje z leczenia po tym jak okazuje się, iż jej dentystą będzie Artem. Kapitan Steve leci jako pasażer samolotem Dave'a. Kiedy dawni rywale spotykają się, umawiają się na bójkę po lądowaniu. Bernard próbuje zapobiec starciu, Colin uczy uczy Dave'a boksować a Nichole przyjmuje zakłady na zwycięzcę. Z powodu bólu zęba, Ronnie zmuszona jest poprosić Artema o doraźną pomoc dentystyczna. |                                                                                |                      |                                      |                  |                       |
| 7 | 'Co robić w Vegas, gdy cię uziemią' Things to Do in Vegas When You're Grounded | Jeffrey Walker       | Josh Bycel & Jonathan Fener          | 6 marca 2018     | 10 marca 2018         |
| Samolot Dave'a zostaje uziemiony w Vegas, w wyniku czego cała załoga otrzymuje wolny wieczór. Ronnie udaje się na podwójną randkę w ekskluzywnej knajpie, gdzie spotyka magików. Dave zaprasza Bernarda, Colina, Artema i Alana na imprezę na pokładzie samolotu. Po wypiciu kilku drinków Colin uświadamia sobie, iż czuje coś do Ronnie, za namową kolegów udaje się do knajpy gdzie przebywa Ronnie. Na miejscu okazuje się, iż kobieta poznała właściciela lokalu Bryana, który zaprosił ją na randkę w innym miejscu. |                                                                                |                      |                                      |                  |                       |
| 8 | 'Parking B' Parking Lot B                                                      | Fred Savage          | Danielle Sanchez-Witzel              | 13 marca 2018    | 17 marca 2018         |
| Ronnie zostaje wyrzucona ze swojego mieszkania po tym jak niedopałkiem podpala śmieci w bloku. Kobieta wprowadza się do Bernarda, jednakże nie potrafi z nim wytrzymać, ze względu na narzucane przez niego reguły. Kapitan Dave proponuje Ronnie miejsce na Parkingu B, na którym mieszka się w przyczepach i nie obowiązują zasady. Okazuje się, iż Ronnie nie potrafi odnaleźć się także w tym miejscu, po tym jak zaczyna się zbyt lekko prowadzić. |                                                                                |                      |                                      |                  |                       |
| 9 | 'Przeładowanie' Overbooked                                                     | Jaffar Mahmood       | Margee Magee                         | 20 marca 2018    | 24 marca 2018         |
| Samolot linii Jackpot zostaje przeładowany, wobec czego załoga musi przekonać czterech pasażerów by dobrowolnie wysiedli. Bryan wykupuje bilet na trasie Ronnie by towarzyszyć jej w pracy, z powodu natłoku pasażerów nie udaje mu się jednak spędzić czasu ze stewardesą. Ostatecznie Bryan wysiada z samolotu by mógł on wystartować. Po wylądowaniu Colin próbuje zaprosić Ronnie na drinka, zostaje jednak uprzedzony przez Bryana. |                                                                                |                      |                                      |                  |                       |
| 10 | 'Urodziny Bernarda' Bernard's Birthday                                         | John Riggi           | Jen D'Angelo                         | 27 marca 2018    | 7 kwietnia 2018       |
| Nichole leci linią Jackpot wraz z matką. Dziewczyna nie chce by jej matka dowiedziała się o tym, iż jest striptizerką i regularnie lata do Vegas do pracy. Kiedy Dave zwraca się Nichole, jak do stałej klientki dziewczyna wymyśla na poczekaniu historię, iż jest partnerką Dave'a. Tego samego dnia ma miejsce impreza urodzinowa Bernarda, urządzona w motywie biblijnym. Na imprezę dociera Nichole wraz z matką, a także między innymi Ronnie, Bryan, Colin i Dave. Ronnie jest zazdrosna o Colina, który próbuje poderwać piękną brunetkę. Kłamstwo Nichole o jej związku z Dave'em upada, kiedy mężczyzna próbuje się umówić z jej matką. |                                                                                |                      |                                      |                  |                       |
| 11 | 'Jack Silver' Jack Silver                                                      | Linda Mendoza        | Jason Berger, Amina Munir            | 3 kwietnia 2018  | 14 kwietnia 2018      |
| Właściciel linii Jackpot, Jack Silver (w tej roli Don Johnson) udaje się wraz z załogą i pasażerami do Las Vegas. Ronnie nieopatrznie zrzuca jego stek na podłogę a następnie serwuje brudne mięso Jackowi. Okazuje się, iż sytuację ze stekiem nagrywa nastolatek, który zamierza upublicznić nagranie w sieci. Ronnie i Bernard bojąc się o utratę pracy negocjują z chłopcem wykasowanie filmu. Jack Silver dowiaduje się, iż ma zostać aresztowany w Las Vegas zaraz po wylądowaniu, aby do tego nie dopuścić porywa samolot i zamierza wylądować w Meksyku. Dave wraz z załogą próbuje odzyskać maszynę zanim dojdzie do skandalu. |                                                                                |                      |                                      |                  |                       |
| 12 | 'Dzień szkolenia' Training Day                                                 | Jim Hensz            | Lon Zimmet, Jess Pineda, Jeremy Roth | 10 kwietnia 2018 | 21 kwietnia 2018      |
| Dave, Ronnie i Bernard lecą na szkolenie dla załogi, gdzie spodziewają się jak w poprzednich latach ostrej imprezy. Szkolenie przybiera jednak poważną formę, ze względu na wiele skarg od pasażerów na linię LA-Las Vegas. Dave chcąc zaimponować młodym pilotom opowiada im o wybrykach Ronnie i Bernarda. Opowieści te doprowadzają do zawieszenia stewardów. |                                                                                |                      |                                      |                  |                       |
| 13 | 'Kolacja ' The Dinner Party                                                    | Melissa Kosar        | Seth Raab, Nicholas Darrow           | 17 kwietnia 2018 | 28 kwietnia 2018      |
| Ronnie urządza dla Bryana imprezę w Los Angeles w mieszkaniu Bernarda. Na przyjęcie przychodzą członkowie załogi linii Jackpot oraz regularni pasażerowie. Dave przyprowadza Patricię, zaś Colin wpada z kierowcą Ubera, którą poznał kilka chwil wcześniej. Okazuje się, iż Ronnie zamiast cateringu zamówiła jedzenie do samodzielnego przygotowania, z którym nie potrafi sobie poradzić. Dave nie może się porozumieć z Patricią, ponieważ kobieta cały czas podczas imprezy zajmuje się pracą. Ostatecznie Ronnie zamawia jedzenie z Taco Bell a Dave zrywa z Patricią. |                                                                                |                      |                                      |                  |                       |
| 14 | ' Kapitan Dave jest na fali ' Captain Dave's On a Roll                         | Jeffrey Walker       | Josh Bycel & Jonathan Fener          | 24 kwietnia 2018 | 5 maja 2018           |
| Członkowie załogi i regularni pasażerowie starają się pocieszyć Dave'a po rozstaniu. Mężczyzna z początku wydaje się trzymać, ale rozkleja się podczas lotu do Vegas. Artem zabiera go do kasyna (wraz z Colinem), gdzie kapitan zalicza niesamowitą passę w grze w kości. Z powodu nieobecności pilota lot powrotny nie może się odbyć, co wykorzystuje Caroline (operatorka bramki wejściowej), próbująca zemścić się na Bernardzie, za to że odbił jej chłopaka. Ronnie zastanawia się czy powinna wprowadzić się do Bryana, porad udziela jej Nichole. Ostatecznie Dave przerywa grę w kości po tym jak orientuje się, iż ma oparcie w kibicach i przyjaciołach, którzy towarzyszą mu przy stole do gry w kości. Pilot wraca na lotnisko by poprowadzić samolot do Los Angeles. Okazuje się, iż lot zostaje ponownie opóźniony po tym jak stewardzi znajdują Caroline i Alana w kuchni samolotu odbywających stosunek. |                                                                                |                      |                                      |                  |                       |
| 15 | 'Oświadczyny ' The Proposal                                                    | Linda Mendoza        | Lon Zimmet                           | 1 maja 2018      | 12 maja 2018          |
| Dave postanawia przeznaczyć pieniądze wygrane w kasynie (w odcinku 14-tym) na zakup pierścionka zaręczynowego dla Patricii. Przeciwna oświadczonym jest Nichole, która podkrada bagaż Dave'a wraz z pierścionkiem. Ronnie dzięki pomocy Bernarda i Alana otrzymuje posadę stewardesy na trasie Los Angeles – Nowy Jork. Załamany jest tym Bryan, który uświadamia sobie, iż po zmianie pracy jego partnerka będzie bardzo rzadko bywać w Las Vegas. Nichole ostatecznie oddaje Dave'owi pierścionek po to by mógł się on oświadczyć jej matce podczas lotu. Ostatecznie jednak Dave przerywa oświadczyny, dochodząc do wniosku iż nie potrzebuje żony, jeżeli ma przyjaciół którzy go wspierają. W ramach odreagowania Dave poznaje kobietę, która okazuje się być żoną Colina. Ronnie nie mogąc zdecydować się czego chce od życia udaje się do Hongkongu jako pasażerka.                                                 |                                                                                |                      |                                      |                  |                       |

## Produkcja
31 stycznia 2017 roku, stacja FOX ogłosiła zamówienie pilotowego odcinka komedii.
Pod koniec lutego 2017 roku, poinformowano, że Dylan McDermott wcieli się w rolę kapitana samolotu Dave Pratmana.
W kolejnym miesiącu do obsady dołączyli: Kim Matula jako Ronnie Messing oraz Olivia Macklin jako Nichol.
Na początku kwietnia obsada serialu powiększyła się o Eda Weeksa.
10 maja 2017 roku, stacja  FOX ogłosiła, że zamówienie pierwszego sezonu koemdii, który zadebiutuje w sezonie telewizyjnym 2017/2018.